# 앵글시

앵글시섬

앵글시(영어: Anglesey /ˈæŋɡəlsiː/, 웨일스어: Ynys Môn 어니스 몬 [ˈənɨs ˈmoːn])는 영국 웨일스의 북서부 연안에 위치한 섬이자 주급 자치시로 행정 중심지는 랑게프니이며 면적은 714km2, 인구는 69,700명(2011년 기준), 인구 밀도는 96명/km2이다.
토머스 텔퍼드가 1826년에 설계한 메나이 현수교와 브리태니아 다리가 메나이 해협에 걸쳐 앵글시섬과 웨일스 본토를 연결한다. 이전에 귀네드의 일부였던 지역과 앵글시섬, 홀리섬 및 다른 소규모 섬들이 현재는 앵글시 제도를 구성한다.

## 같이 보기
- 랜바이어푸흘귄기흘